# Dali, Yunnan
Dali, tidigare stavat Tali, är en autonom prefektur för baifolket i Yunnan-provinsen i sydvästra Kina.

## Administrativ indelning
Dali är indelat i en stad på häradsnivå, åtta härad och tre autonoma härad:
- Staden Dali (大理市), 1 468 km², 603 500 invånare;
- Häradet Xiangyun (祥云县), 2 498 km², 450 000 invånare;
- Häradet Binchuan (宾川县), 2 627 km², 330 000 invånare;
- Häradet Midu (弥渡县), 1 571 km², 310 000 invånare;
- Häradet Yongping (永平县), 2 884 km², 170 000 invånare;
- Häradet Yunlong (云龙县), 4 712 km², 200 000 invånare;
- Häradet Eryuan (洱源县), 2 961 km², 330 000 invånare;
- Häradet Jianchuan (剑川县), 2 318 km², 170 000 invånare;
- Häradet Heqing (鹤庆县), 2 395 km², 260 000 invånare;
- Det autonoma häradet Yangbi för yifolket (漾濞彝族自治县), 1 957 km², 100 000 invånare;
- Det autonoma häradet Nanjian för yifolket (南涧彝族自治县), 1 802 km², 210 000 invånare;
- Det autonoma häradet Weishan för yifolket och huikineser (巍山彝族回族自治县), 2 266 km², 300 000 invånare.